# Papilio elwesi
Papilio elwesi là một loài bướm thuộc họ Papilionidae. Chúng là loài đặc hữu của Trung Quốc.
Ấu trùng ăn Apiaceae.